# 윤일광
윤일광(1991년 4월 1일~)은 조선민주주의인민공화국의 축구 선수로, 포지션은 미드필더이다.